# Franz Rohr von Denta
Franz Rohr, après 1917 Franz Freiherr Rohr von Denta ; (né le 30 octobre 1854 à Arad - mort le 9 décembre 1927 à Rodaun, un quartier de Vienne) est un militaire austro-hongrois.

## Biographie

### Début de carrière
Franz Rohr est né le 30 octobre 1854 à Arad (aujourd'hui en Roumanie) dans le royaume de Hongrie au sein de l'empire d'Autriche, son père est un officier de l'armée. Rohr intègre l'académie militaire Marie-Thérèse de Wiener-Neustadt. Il est promu lieutenant en 1876 au sein du 3e régiment de uhlans de Galicie (régiment de l'archiduc Charles). Il obtient le grade de colonel, puis est nommé chef d'état-major du 2e corps d'armée en septembre 1897, poste qu'il occupe jusqu'en avril 1901. En 1903, Rohr commande la 73e brigade de Landwehr cantonnée à Presbourg (aujourd'hui Bratislava). En 1909, il est nommé inspecteur général des établissements d'enseignement militaire. En 1911, il est promu au grade de General der Kavallerie et dirige la Landwehr hongrois à partir de 1913.

### Première Guerre mondiale
Le 23 mai 1915, après la déclaration de guerre de l'Italie à l'Empire austro-hongrois, Franz Rohr devient responsable de la défense de la frontière sud-ouest du Tyrol et des bastions historiques de l'Empire. Rohr est nommé commandant de l'Armeegruppe Rohr le 27 mai. Il défend un secteur compris entre Graz et Innsbruck.
Après avoir mené avec succès des opérations défensives sur le front de Carinthie, Rohr est promu Generaloberst. Il prend le commandement de la 10e armée austro-hongroise à la suite de la dissolution de son groupe d'armée en prévision des opérations offensives dans le Tyrol. Devant les succès des offensives Broussilov de l'été 1916, les actions offensives sur le front italien sont stoppées. Rohr devient le commandant de la 11e armée austro-hongroise qui tient un secteur dans le Tyrol.
En février 1917, Rohr succède à Arthur Arz von Straußenburg à la tête de la 1re armée. Pour la première fois du conflit, il commande sur le front est. Il est chargé de la défense de la Transylvanie et de la Bucovine lors des dernières attaques russes. Le 14 avril 1917, Rohr est anobli et reçoit le titre de Baron Rohr de Denta (Freiherr Rohr von Denta). Après la signature de l'armistice avec la Roumanie, il est fait maréchal le 30 janvier 1918. Le 15 avril 1918, la 1re armée est dissoute, Rohr von Denta n'exerce plus de commandement.

### Après guerre
Rohr von Denta assiste en spectateur à la fin de la guerre, il est nommé maréchal de Hongrie à titre honorifique. Il meurt le 9 décembre 1927 à Rodaun à proximité de Vienne.

### Famille
Depuis 1891, Rohr von Denta est marié avec Maria Szilva von Szilvas, une fille du lieutenant-colonel von Szilvas. Ils ont deux fils, tous deux officiers dans la marine jusqu'en 1918.

## Honneurs et décorations
- Grand-Croix de l'Ordre impérial de Léopold
- Chevalier 1re classe de l'Ordre de la Couronne de fer
- Croix du service militaire, 1re classe